# La vida antes del hombre
La vida antes del hombre es una novela de la escritora Canadiense Margaret Atwood. Primero lo publicó McClelland y Stewart en 1979. Fue finalista de los Premios de 1979 Governor General's Award.
La novela tiene tres personajes principales, Nate, Elizabeth y Lesje. Nate y Elizabeth son una pareja infelizmente casada, y ambos tienen una relación extramarital. Lesje, pronunciado 'Lashia,' es la amante de origen ucraniano de Nate y compañera de trabajo de Elizabeth; El amante de Elizabeth, Chris, se acaba de suicidar. 
Los tres personajes principales son narradores. Cada capítulo presenta los sucesos desde la perspectiva de cada personaje.
Elizabeth y Lesje trabajan en el museo de historia natural. Lesje, una paleontologa, está obsesionada con los dinosaurios, lo que le da título al libro.
Se ha citado a Shirley Gibson exmujer del marido de Atwood, Graeme Gibson, como inspiración para el personaje de Elizabeth.

## Críticas
La autora feminista Marilyn French hizo una crítica elogiosa de la novela en el the New York Times, refiriéndose a ella como una obra "splendid, fully integrated." French, Marilyn (3 de febrero de 1980), «Spouses And Lovers», The New York Times .